# Campamento Benítez
El Campamento Benítez, actualmente parque forestal Comandante Benítez, es una parcela de 28 hectáreas situada en la ciudad española de Málaga, Andalucía. Se localiza dentro de los límites del distrito de Churriana lindando con la carretera MA-21, con la línea de ferrocarril de Málaga a Fuengirola (estación Plaza Mayor, línea C-1 de Cercanías), con la autovía A-7 junto al límite del término municipal de Torremolinos y con la carretera de unión del cruce de Churriana (o entrenudo de la A-404) con el Centro de Ocio Plaza Mayor. Entre su importante masa forestal destacan algunos ejemplares de pinos carrascos, eucaliptos, cipreses y palmeras, entre otras especies.
Recibe el nombre del comandante español Julio Benítez Benítez, héroe de Igueriben que participó en la defensa de esta posición durante la guerra del Rif y que le valió la obtención de la Cruz Laureada de San Fernando a título póstumo.
Se llevó a cabo un proyecto de remodelación para convertirlo en un parque público, inaugurándose el 21 de julio de 2017.

## Historia
Esta parcela, conocida antiguamente como finca Viña de Velarde, fue comprada por parte del Ayuntamiento de Málaga por 50 000 pesetas en 1924 y seguidamente cedida al Ministerio de Guerra en 1925 para la instalación de un campamento militar del ejército de África, abierto en octubre de 1928 y más tarde convertido en cuartel militar permanente. En 1930 fue adaptada como vivienda del comandante mayor y siguió usándose por el Ejército de Tierra de España. En los años 1980 el terreno fue ocupado por la Legión, trasladada a otra sede en 1997 y quedando los terrenos sin uso.

### Conflicto sobre la propiedad
En el año 2005, el Ministerio de Defensa permutó estos terrenos con el Ministerio de Fomento. Desde entonces no cesó la polémica sobre la propiedad y uso de estos terrenos. El Ayuntamiento de Málaga reclamó que los terrenos le fuesen devueltos a la vez que proponía la conversión de los mismos en un parque metropolitano. El Ministerio accedió en 2013 a cambio de la asunción municipal de 35 kilómetros de carreteras nacionales, volviendo a titularidad municipal.

## Remodelación como parque público
En el año 2006 Ministerio de Fomento, la Junta de Andalucía, el Ayuntamiento de Málaga, la Diputación Provincial de Málaga, la Universidad de Málaga, la Cámara de Comercio, Unicaja y un grupo de empresarios crearon un consorcio para la construcción del Museo del Transporte y la Obra Pública en el campamento Benítez. En 2006 se destinaron 2,2 millones para el proyecto del museo, ideado por la arquitecta Carmen Pinós i Desplat con el título de Hoja, La. En septiembre de 2010, el Diario Sur denunció que hasta esa fecha no había avanzado el proyecto y se proponía la apertura provisional de los terrenos como zona de recreo. Este museo finalmente se instaló en la primera planta de la estación de autobuses de Málaga el 15 de abril de 2015.
En agosto de 2015 el Ayuntamiento de Málaga licitó las obras para convertir el Campamento Benítez en un parque público, pero dichas obras fueron anuladas al no pedir los requerimientos pertinentes a la Junta de Andalucía. Tras pedir dichos permisos, se desbloqueó el proceso el 1 de marzo de 2017 y tras una serie de obras, se inauguró el 21 de julio de 2017 tras 130 000 € de inversión que incluyeron la construcción de aparcamientos y mesas de pícnic, a la espera de nuevas intervenciones que mejoren el entorno. Se encuentra abierto al público durante todo el día.

## Transporte público
Este terreno es accesible a través de la carretera MA-21, donde tiene parada el la línea de autobús interurbano de la línea M-110, adscrita al Consorcio de Transporte Metropolitano del Área de Málaga. También se encuentran próximos los apeaderos de ferrocarril de Plaza Mayor y de Los Álamos de la línea C-1 de Cercanías Málaga.
| Línea | Trayecto                    | Recorrido y Horarios | Plano |
| ----- | --------------------------- | -------------------- | ----- |
| M-110 | Málaga-Benalmádena Costa    | Recorrido y Horarios | Plano |
| M-113 | Málaga-Fuengirola (Directo) | Recorrido y Horarios | Plano |